# Stazione di Vespolate
Stazione di Vespolate vasútállomás Olaszországban, Vespolate településen.

## Vasútvonalak
Az állomást az alábbi vasútvonalak érintik:
- Novara–Alessandria-vasútvonal

## Kapcsolódó állomások
A vasútállomáshoz az alábbi állomások vannak a legközelebb:
- Stazione di Garbagna Novarese
- Stazione di Borgo Lavezzaro